# Tamaricella linnavuorii
Tamaricella linnavuorii är en insektsart som först beskrevs av Irena Dworakowska 1970.  Tamaricella linnavuorii ingår i släktet Tamaricella och familjen dvärgstritar.
Artens utbredningsområde är Sudan. Inga underarter finns listade i Catalogue of Life.